# جائزة بريطانيا الكبرى 1957
جائزة بريطانيا الكبرى 1957 هو سباق فورمولا 1 أقيم بتاريخ 20 يوليو 1957 في ليفربول، إنجلترا. كان الخامس من أصل 8 في بطولة العالم لسباقات الفورمولا واحد موسم 1957. حلّ البريطاني ستيرلنغ موس أولا بينما جاء الإيطالي لويجي موسو في المركز الثاني وحصل على المركز الثالث البريطاني مايك هاوثورن.